# Народно читалище „Христо Смирненски – 1889“
Народно читалище „Христо Смирненски – 1889“ в град Златица е основано в деня на светите братя Кирил и Методий на 11 май 1889 г., по старото леточислене.
През 1889 г. читалището е основано под името „Единство“. За негов председател от учредителите е избран Тодор Костов. За читалищната дейност до 1892 г. няма известни данни, поради което е прието да се счита, че скоро след това то е престанало да съществува, до появата в града на заемодавното спестовно земеделческо дружество „Нива“, което се приема за продължител на читалището. Това е така, защото имуществото и книгите от читалищната библиотека, както и събраните от настоятелите средства, са предадени на това дружество.
След известно време на 11 май, но 1896 г., по инициатива на местни учители, се възстановява читалищната организация, а нейни членове са 18 златичани. За председател на настоятелството е избрана учителката Екатерина Свинарова, а за име на читалището е избрано „Паисий“ – на името на хилендарския йеромонах и брат му протоигумен Лаврентий, посещавали Златица. Така новоименуваното читалище става продължител на създаденото през 1889 г. „Единство“. На 2 юни 1896 г. е открита първата обществена читалня, поместена в стая в къщата на един от основателите – учителят Салчо Чернев. По-късно, за организиране на разнородната културна дейност на читалището, е предоставена от общината сградата на старата турска баня – „Хамама“.
Заради разрушаването през 1932 г. на турската баня започва събиране на средства за построяване на нейно място на нова сграда, специално за читалището. За председател на строителния комитет е избран Дойно Буновски. Изработен е план на зданието, а Рачо Стоянов е натоварен със задачата да го построи. През 1933 г. читалище „Паисий“ е преименувано на „Хаджи Ненчо Палавеев“. Сградата е устроена заедно с построените по същото време поща и паметника на загиналите златичани в Балканската, Междусъюзническата и Първата световна войни.
След политическите промени от 1944 г. името „Хаджи Ненчо Палавеев“ е заменено с „Христо Смирненски“. В сградата от 1932 г. читалището се помещава до 1958 г. По инициатива на председателя на Градския народен съвет Димитър Овчаров е взето решение да се строи друга сграда. Местните жители отделят от трудовите си възнаграждения средства за построяване на нова, по-модерна сграда. Строителството започва през 1961 г. по проект на арх. Никола Балкански и е завършена, след което тържествено открита през 1964 г. от Тодор Живков.
Читалището има голям салон с 550 места и възможност за представяне на оперети, малка зала за детски театрални спектакли, библиотека с отдели за деца и възрастни и читалня, зали за събрания, гримьорни и стаи за репетиции. Дълго време читалнята е превърната в ритуална зала.